# Hush WAAC

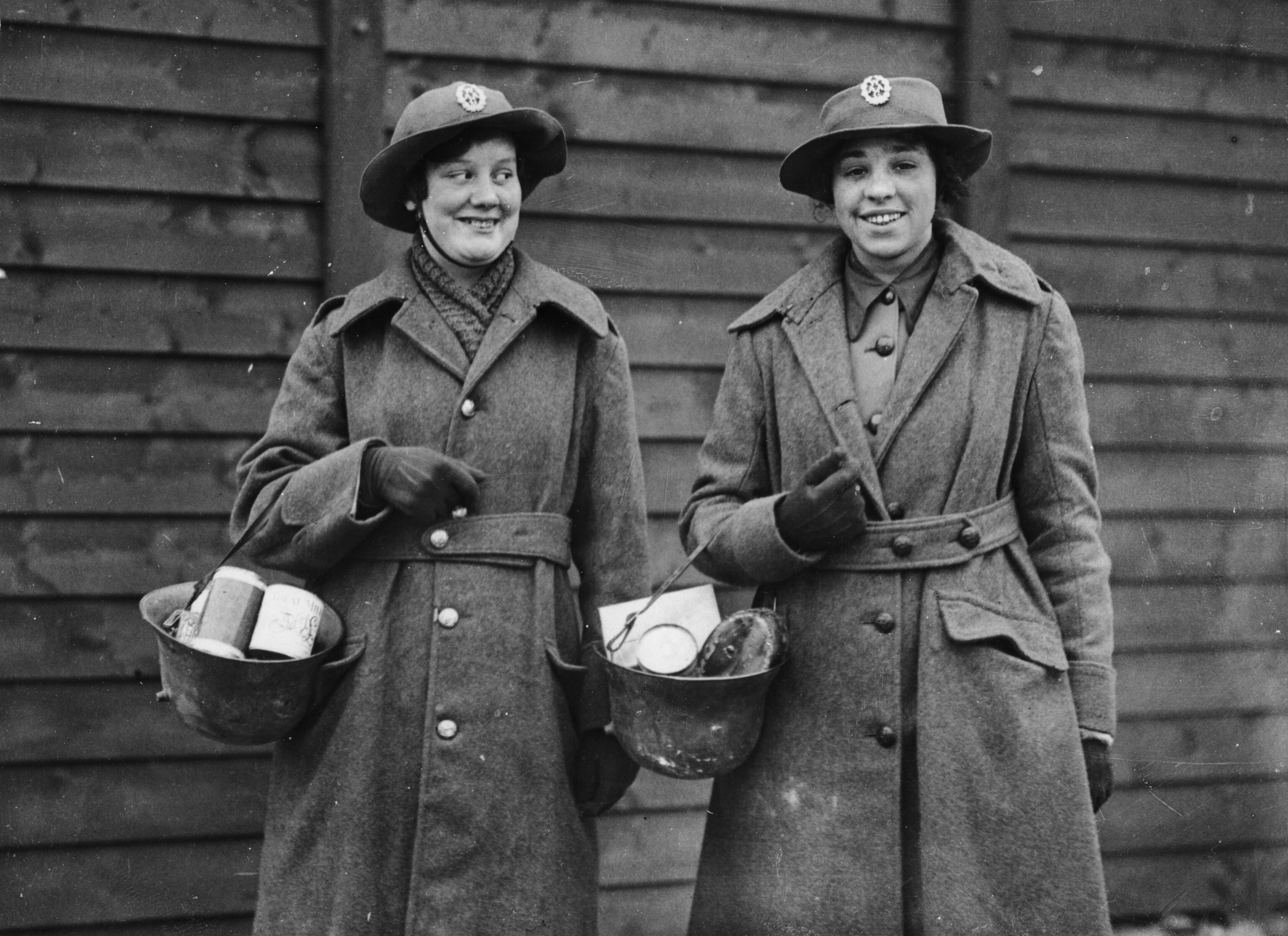
Frauen des WAAC nutzen erbeutete deutsche Stahlhelme (26. April 1918)

Als Hush WAAC (Plural: Hush WAACs), Abkürzung von Hush Women’s Army Auxiliary Corps (deutsch etwa „Stilles Frauen-Hilfskorps der Armee“) wurde eine kleine Einheit von Frauen des Vereinigten Königreichs Großbritannien und Irland bezeichnet, die im Ersten Weltkrieg nahe der Front in Frankreich geheime kryptanalytische Arbeiten verrichteten.

## Name
Den Namenszusatz Hush (deutsch „Stille“) bekam die Einheit hauptsächlich wegen der Vorschrift, über ihre Arbeit außerhalb des Arbeitsplatzes absolutes Stillschweigen zu bewahren.

## Geschichte
Nach Gründung des WAAC im Februar 1917 als weibliches Hilfskorps der British Army, wurden am 28. September 1917 sechs besonders qualifizierte Frauen über den Ärmelkanal nach Nordfrankreich geschickt. Sie waren unter anderem aufgrund ihrer Deutschkenntnisse ausgewählt worden, wussten aber nicht genau, was sie erwartete. Wie auch andere Frauen des WAAC, sollten sie im Hinterland arbeiten und so Männer für den Frontdienst freistellen. Am Nachmittag des 29. September trafen sie in Saint-Omer ein. Erst am nächsten Tag erfuhren sie, dass sie Kryptoanalytikerinnen (englisch codebreakers) werden sollten.
Eine von ihnen, Mabel Peel, erinnerte sich: „Da wir noch nie zuvor in unserem Leben eine verschlüsselte Nachricht gesehen hatten, können Sie sich die Verzweiflung vorstellen, die uns erfüllte. Wir saßen etwa eine halbe Stunde lang mit diesen schrecklichen Blättern Papier da […] In dieser halben Stunde tauschten wir unsere Eindrücke aus, und die Depression hätte kaum schlimmer sein können, als sie uns gerade in diesem Moment erreichte.“
Bald darauf wurden die sechs aufgeteilt, um mit bereits bestehenden Teams zusammenzuarbeiten, die bereits diverse deutsche Chiffren knackten. Trotz ihrer anfänglichen Befürchtungen, wie Mabel sich später erinnerte, fanden sie die Arbeit bald „äußerst interessant“, und schließlich „beherrschte sie all unsere Gedanken, sowohl im Wachen als auch im Schlaf“.
Ab 1916 nutzte das deutsche Heer an der Westfront zunehmend Funktelegrafie, um „drahtlos“ miteinander kommunizieren zu können. Da solche Nachrichten auch vom Feind empfangen werden können, war es unabdingbar, diese zu verschlüsseln. Zu Beginn des Krieges hatten die Deutschen dazu Verfahren genutzt wie ÜBCHI, eine doppelte Spaltentransposition oder die ABC‑Chiffre.
Sowohl französischen als auch britischen Kryptoanalytikern gelang es, diese Verfahren zu brechen und die deutschen Funksprüche zu entziffern. In London gab es den (damals hochgeheimen und heute berühmten) Room 40, eine nachrichtendienstliche Abteilung der britischen Admiralität. Auch die British Army verfügte über vergleichbare Organisationen, beispielsweise das MI1 (Military Intelligence) als Militärnachrichtendienst im War Office. Oft halfen auch Codebücher, die von deutschen Fronttruppen erbeutet werden konnten. 
Neu und innovativ war, entsprechende Abteilungen im Rahmen des British Expeditionary Force (BEF) relativ nah an der Front zu stationieren und dort auch Frauen zu beschäftigen. Zu den ursprünglich sechs, den Secret Six, kamen einen Monat später drei weitere Frauen hinzu. Diese erwiesen sich jedoch nicht als Verstärkung, sondern als Belastung und bekamen den Spitznamen „Die drei Meuterer“ (englisch The Three Mutineers). Eine von ihnen war enttäuscht, als sie erfuhr, dass sie nicht mit Generälen zusammenarbeiten würde. Eine andere hatte erwartet, in einem zentralbeheizten Haus und nicht in einer Baracke untergebracht zu werden. Alle drei wurden rasch nach England zurückgeschickt und bald durch genügsamere Kameradinnen ersetzt.
Im Frühjahr 1918 umfasste das Hush WAAC rund zwölf Frauen, wobei es stets kleinere Fluktuationen aufgrund von Versetzungen, Krankheiten oder Beförderungen gab. Offiziell wurden sie als „Verwaltungsassistentinnen“ geführt. Sie waren zwischen Anfang 20 und Mitte 50, vier von ihnen waren verheiratet. Sie gehörten der Mittel- oder Oberschicht an und hatten vor dem Krieg teilweise Berufe ausgeübt, wie Pianistin oder Sprachlehrerin. Zu dieser Zeit begann die deutsche Frühjahrsoffensive 1918 und die Arbeitsbelastung der Frauen intensivierte sich erheblich. Die Deutschen hatten ihre Verschlüsselungsmethoden verändert (siehe auch: ADFGX). Und französische, amerikanische und britische Spezialisten hatten neue Herausforderungen zu lösen. Der anfängliche Erfolg der deutschen Offensive führte auch zu einer Verlegung der WAACs, denn Saint Omer galt nicht länger als sicheres Hinterland.

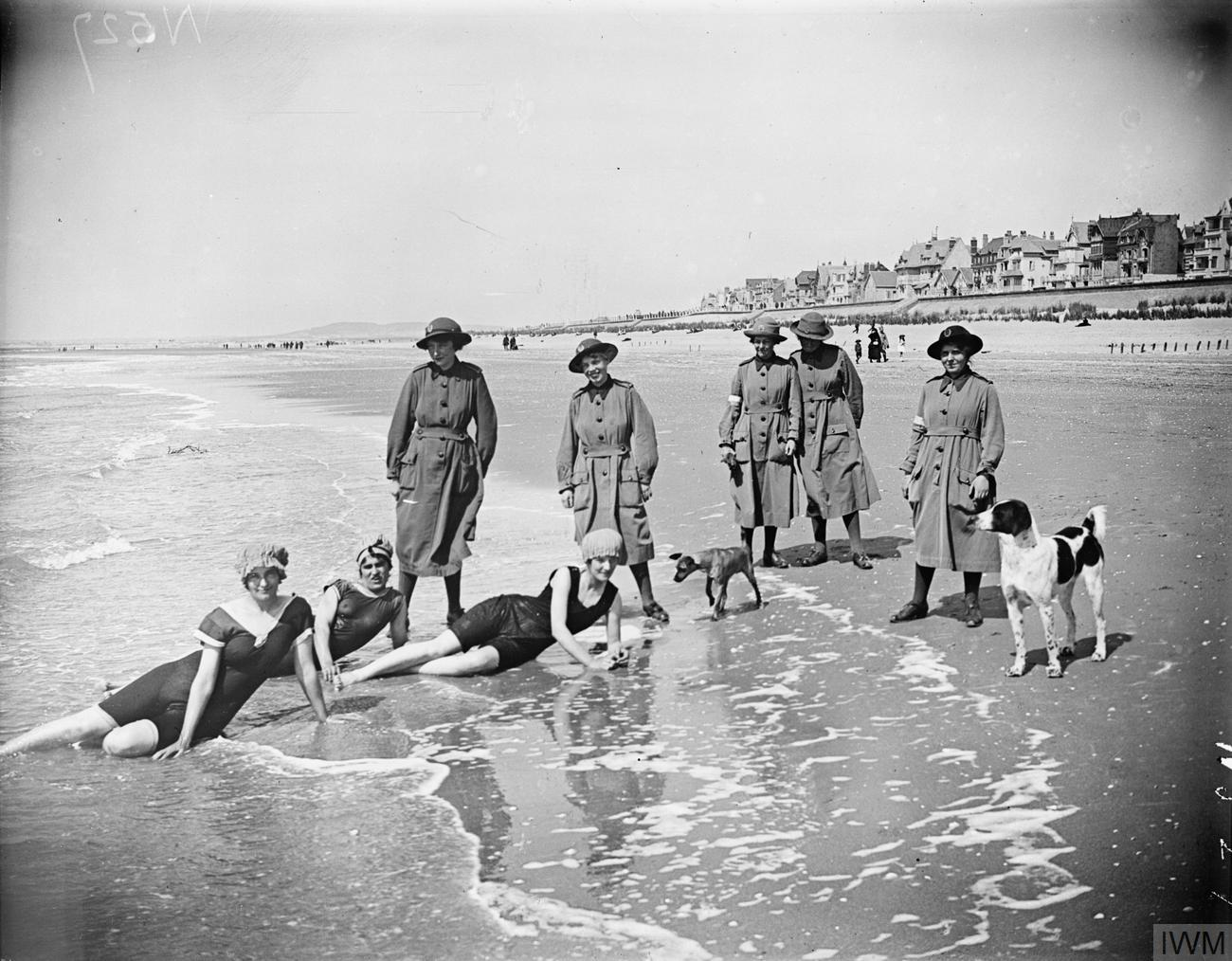
Am Strand von Paris-Plage (25. Mai 1918)

Neuer Standort wurde Paris-Plage, ein Seebad an der Südseite des Ästuars der Canche in den Ärmelkanal, etwa 50 km südlich von Calais. Statt Baracken stand ihnen hier ein Haus zur Verfügung und die angenehme Umgebung nahe dem Strand bot hervorragende Möglichkeiten, die knapp bemessene Freizeit angenehm zu gestalten (Bild).
Als am 11. November 1918 der Krieg mit dem Waffenstillstand von Compiègne endete, wurde das Hush WAAC aufgelöst. Die meisten Frauen kehrten ins Zivilleben zurück. Eine von ihnen, Florence Hannam, blieb beim Geheimdienst und diente in den ersten Monaten als Lady Translator in der damals neugegründeten Government Code and Cypher School (deutsch etwa „Staatliche Code- und Chiffrenschule“). Daraus entstand Jahre später das im Zweiten Weltkrieg (1939–1945) noch sehr wichtig werdende Bletchley Park (B.P.). Die ältere Schwester Mary von John Tiltman (1894–1982), einem der später bedeutendsten Codebreaker von B.P., gehörte 1918 zu den Hush WAACs.